# 正覚院 (丸亀市)
正覚院（しょうがくいん）は、香川県丸亀市に属する塩飽諸島の本島にある寺院。真言宗醍醐派の大本山。山号は妙智山。寺号は観音寺。本尊は大日如来。

## 歴史
天平年間（729年-749年）勅願により創建されたと伝えられる。またこの地は聖宝が出生した地であるという伝承がある。

## 文化財

### 重要文化財（国指定）
- 木造観音菩薩・不動明王・毘沙門天像

各像とも檜材、寄木造。像高は中尊の観音菩薩坐像が99.3cm、脇侍の不動明王立像と毘沙門天立像が98.7cm及び106.4cm。いずれも鎌倉時代初期の作。
- 線刻十一面観音鏡像

### 丸亀市指定文化財
- 鰐口（永徳元年在銘）
- 懸仏（応永二十八年在銘）
- 梵鐘（延宝五年在銘）
- 大般若波羅蜜多経

## 交通
- JR四国予讃線「丸亀駅」下車。徒歩で約5分で丸亀港着。フェリー（本島汽船）に乗り35分で本島（泊港）着、徒歩15分。
- JR西日本本四備讃線「児島駅」下車。徒歩で約3分で児島港着。旅客船（六口丸海運）に乗り30分で本島（泊港）着、徒歩15分。

## 周辺
- 笠島 - 重要伝統的建造物群保存地区
  - 専称寺 - 年寄り吉田彦右衛門の墓は国の史跡（「塩飽勤番所跡」の附指定）
  - 笠島城跡 - 香川県指定史跡
  - 長徳寺 - 木造阿弥陀如来坐像、木造釈迦如来坐像、楊柳観音画像、モッコク、天文在銘文字瓦及び絵瓦は丸亀市指定文化財
  - 尾上神社
- 木烏神社（境内に江戸時代築の芝居小屋である千歳座が現存する）
- 来迎寺
- 塩飽勤番所 - 国の史跡